# Richard Orlans
Richard Orlans est un footballeur et entraîneur belge né le 6 octobre 1931 à Gand (Belgique).
Il a été milieu de terrain au ARA La Gantoise, au Cercle de Bruges et au Sporting d'Anderlecht.
Il a été Diable Rouge de 1955 à 1958 : il joue 21 matches et marque 5 buts en équipe nationale. Il est encore retenu deux fois par le sélectionneur en 1961 mais ne joue pas les matches.
Après avoir raccroché les crampons, il effectue une carrière d'entraîneur. Il dirige les joueurs de Zwevegem Sport, KS Roulers, AS Ostende, RE Mouscron et KAA La Gantoise. Il est également sélectionneur de l'équipe nationale du Zaïre en 1982.
Richard Orlans est le père de Patrick Orlans qui effectue une carrière de dirigeant  dans le monde du football belge (RC Gent, Alost, Lokeren et au Club Brugeois depuis 2010).

## Palmarès
- International belge de 1955 à 1958 (21 sélections et 5 buts marqués)
- Première sélection : le 5 juin 1955, Belgique-Tchécoslovaquie, 1-3.
- Champion de Belgique en 1964 avec le Sporting d'Anderlecht